# Drozdice

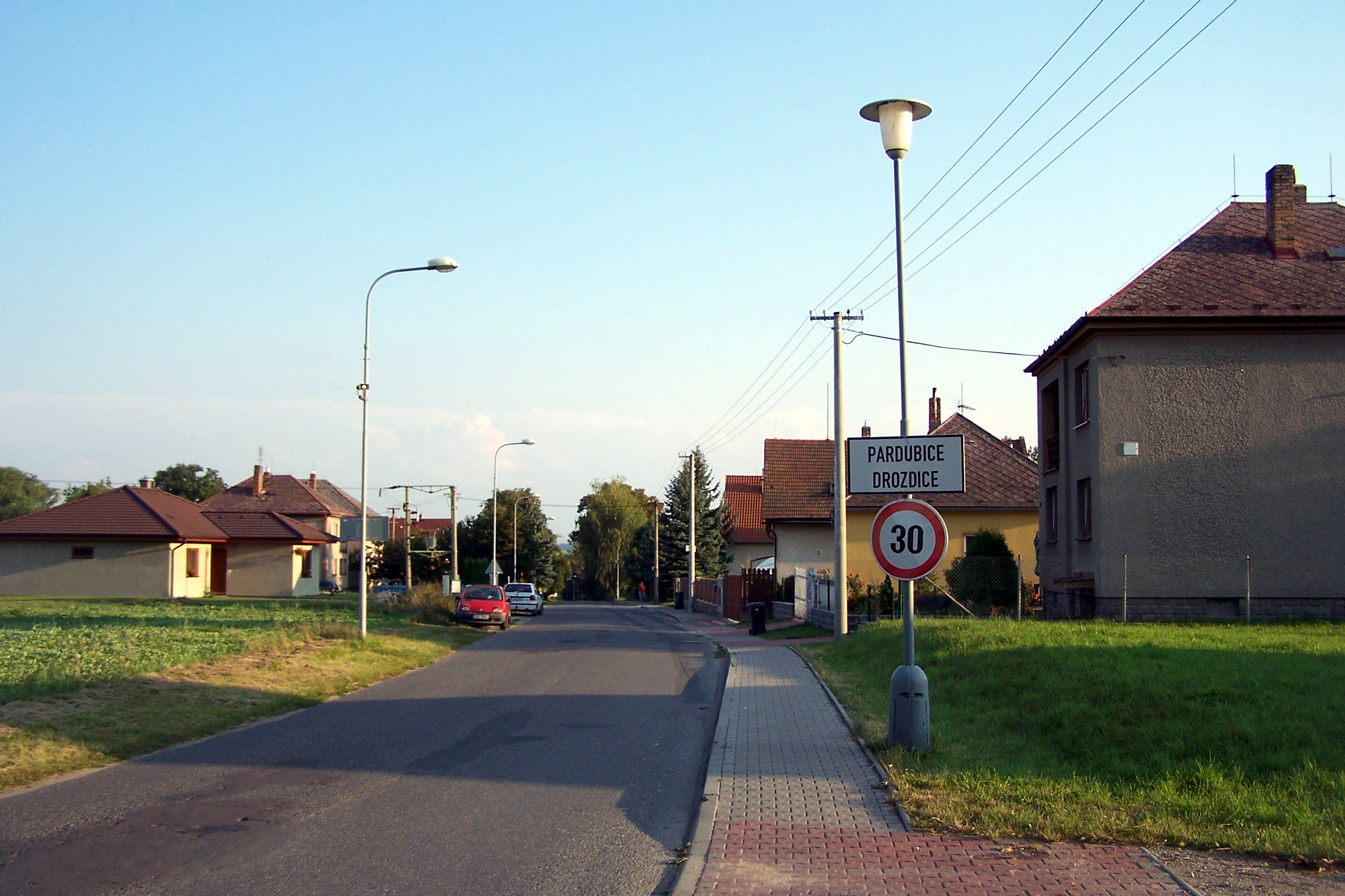
Ortsansicht

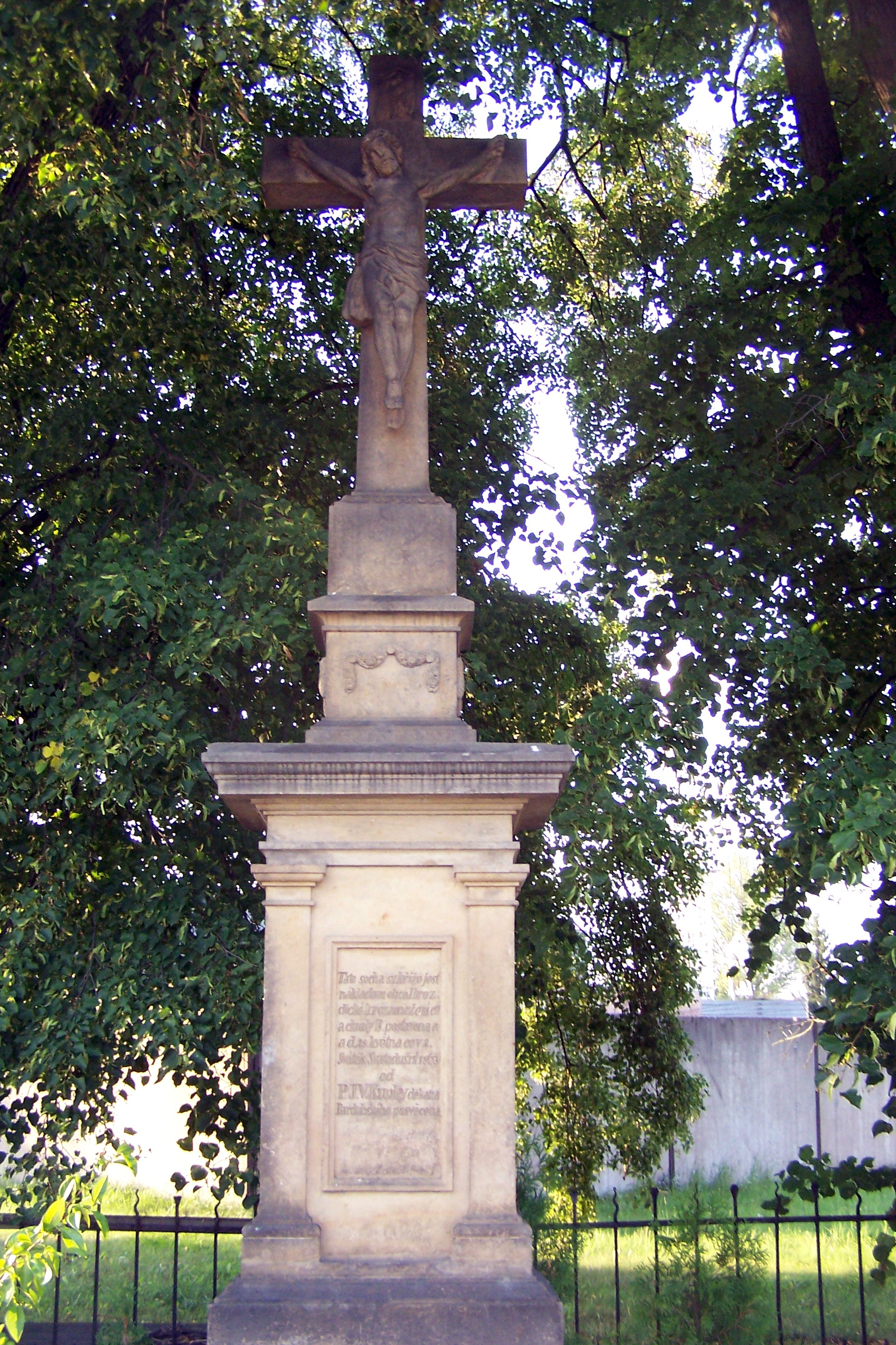
Steinernes Kreuz

Drozdice (deutsch Drozditz, 1939–45 Drostitz) ist ein Ortsteil der Stadt Pardubice im Okres Pardubice in Tschechien. Er liegt vier Kilometer südöstlich des Stadtzentrums von Pardubice und gehört zum Stadtteil Pardubice IV.

## Geographie
Drozdice befindet sich rechtsseitig der Chrudimka an der Flussterrasse Drozdická stráň in der Polabská rovina (Elbniederung). Unmittelbar nördlich erstreckt sich das Industriegebiet Černá za Bory.
Nachbarorte sind Studánka im Norden, Černá za Bory im Nordosten, Žižín und Mnětice im Osten, Úhřetická Lhota, Úhřetice und Tuněchody im Südosten, Ostřešánky und Ostřešany im Süden, Nemošice im Südwesten, Jesničánky im Westen sowie Pardubičky und Slovany im Nordwesten.

## Geschichte
Die erste schriftliche Erwähnung des Dorfes erfolgte 1492 als Zubehör der Feste Nemošice, als Jan Makovský und Jiří Voděradský diese an Wilhelm von Pernstein verkauften. Wilhelm von Pernstein schlug das Gut danach seiner Herrschaft Pardubitz zu. 1521 vererbte er seine böhmischen Güter seinem jüngeren Sohn Vojtěch, nach dessen Tod fielen sie 1534 seinem Bruder Johann zu. Johann von Pernstein hinterließ 1548 seinem Sohn Jaroslav hohe Schulden. Am 21. März 1560 veräußerte Jaroslav von Pernstein die gesamte Herrschaft Pardubitz an König Ferdinand I. Dessen Nachfolger Maximilian II. übertrug die Verwaltung der königlichen Herrschaften der Hofkammer.
Im Jahre 1835 bestand das im Chrudimer Kreis gelegene Dorf Drožditz aus 17 Häusern, in denen 153 Personen lebten. Pfarrort war Pardubitz. Bis zur Mitte des 19. Jahrhunderts blieb Drožditz der k.k. Kameralherrschaft Pardubitz untertänig.
Nach der Aufhebung der Patrimonialherrschaften bildete Droždice ab 1849 eine Gemeinde im Gerichtsbezirk Pardubitz. Ab 1868 gehörte das Dorf zum Bezirk Pardubitz. 1869 hatte Droždice 137 Einwohner und bestand aus 17 Häusern. Im Jahre 1900 lebten in Droždice 117 Menschen, 1910 waren es 112. Nach der 1903 erfolgten Eröffnung des Neuen Krankenhauses fand sich in der Stadt Pardubitz kein Platz für einen Armenfriedhof. Die Stadt kaufte deshalb ein Grundstück im westlichen Teil der Gemarkung Droždice oberhalb der Nemošická stráň. Seit 1924 wird Drozdice als Gemeindename verwendet. 1930 bestand das Dorf aus 24 Häusern und hatte 135 Einwohner. 1949 wurde die Gemeinde dem Okres Pardubice-okolí zugeordnet, seit 1960 gehört sie wieder zum Okres Pardubice. Am 1. Juli 1960  wurde Drozdice nach Černá za Bory eingemeindet, seit dem 30. April 1976 gehört das Dorf als Ortsteils zu Pardubice. Zu Beginn der 1970er Jahre entstand auf den Feldern über der Nemošická stráň das Industriegebiet Černá za Bory, in dem auch der Staatsbetrieb n. p. Továrny mlýnských strojů – TMS Pardubice seine neuen Werkshallen errichtete. Der ehemalige Armenfriedhof wurde um 1970 durch den TMS angekauft und planiert, an seiner Stelle sollte ein Park- und Versammlungsplatz für die Beschäftigen des TMS geschaffen werden. Zwischen 1976 und 1978 erweiterte der TMS in einem zweiten Bauabschnitt, in dem auch eine große Gießerei entstand, sein Werksgelände bis an das Dorf Drozdice. Nach der Samtenen Revolution wurde der TMS liquidiert und der größte Teil des Industriegebietes dem Kataster Černá za Bory zugeordnet. Beim Zensus von 2001 bestand Drozdice aus 29 Häusern und hatte 85 Einwohner. Zu Beginn des Jahres 2019 lebten in Drozdice 105 Personen.

## Ortsgliederung
Der Ortsteil Drozdice gliedert sich in die Grundsiedlungseinheiten Drozdice und Drozdice-průmyslový obvod.
Drozdice bildet einen Katastralbezirk.

## Sehenswürdigkeiten
- Denkmal für die Gefallenen des Ersten Weltkrieges, auf dem Dorfplatz
- Steinernes Kreuz unter einer Lindengruppe, am nördlichen Ortsausgang
- Ehemaliger Armenfriedhof, er wurde um 1970 durch den TMS planiert. Das parkähnliche Gelände mit hohen Bäumen befindet sich heute auf einem Firmengelände.
- Naturdenkmal Nemošická stráň, die steile Flussterrasse am rechten Ufer der Chrudimka wurde 1982 auf einer Fläche von 8,45 ha unter Schutz gestellt.